# برن (رشاش)

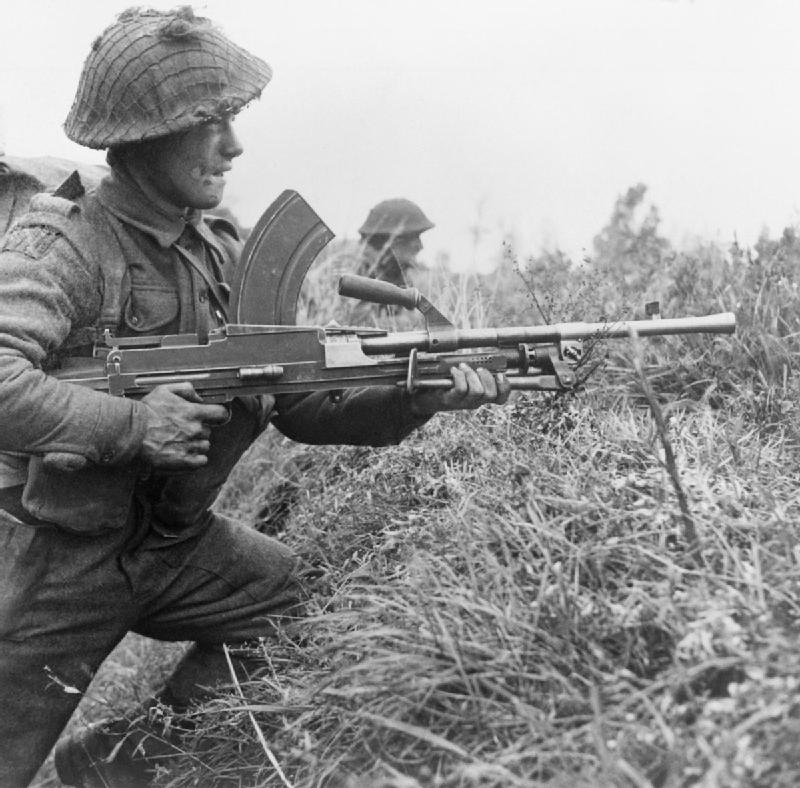
رشاش برن مع القوات البريطانية عام 1944

رشاش برن (بالإنجليزية: Bren light machine gun)‏، كان جزءًا من سلسلة من المدافع الرشاشة الخفيفة التي تبنتها بريطانيا منذ عام 1930 واستخدم في مواضع وأدوار متعددة حتى عام 1991. بينما انتشرت معلومات عن دوره بأيدي الجيش البريطاني وقوات دول الكومونولث في الحرب العالمية الثانية، إلا أنه أستخدم في الحرب الكورية وفي عام 1982 في حرب الفوكلاند، وعام 1991 في حرب الخليج. يركب للرشاش حامل ثنائي، إلا أنه بالإمكان استخدم حامل ثلاثي، أو تثبيته على عربة عسكرية .
البرن نسخة معدلة عن تصميم لمدفع رشاش خفيف صنعته تشيكوسلوفاكيا أطلقت عليه اسم ”ZB vz. 26“. قام قادة من الجيش البريطاني بفحصه في مسابقة للرماية عام 1930. وظهر لاحقا تصميم معدل للسلاح التشيكوسلوفاكي باسم ”البرن“ يميزه مخزن ذخيرة أسود هلالي الشكل، وقرطاس معدني وضع عند الفوهة يخفف من وميض نيران الرشاش. وقد سمي ”برن“ نسبة للمصنع الذي يصنع النسخة ”التشيكية“ منه. وقد تمت صناعته وتصميمه في مصنع السلاح الخفيف الملكي في موقع إنفيلد.
عام 1950 تم تغيير سبطانة البرن لقبول طلقات من قياس حددته الناتو وهو (7.62x51) ملم.

## مرجع
1. ↑  "معلومات عن برن (رشاش) على موقع britannica.com". britannica.com. مؤرشف من الأصل في 2016-05-31.